# Perilampus microgastris
Perilampus microgastris is een vliesvleugelig insect uit de familie Perilampidae. De wetenschappelijke naam is voor het eerst geldig gepubliceerd in 1930 door Ferrière.